# ژاک زیماکو
ژاک زیماکو (فرانسوی: Jacques Zimako‎؛ زادهٔ ۲۸ دسامبر ۱۹۵۱) بازیکن سابق فوتبال اهل فرانسه است.
از باشگاه‌هایی که در آن بازی کرده‌است می‌توان به باشگاه فوتبال سوشو، باشگاه فوتبال سن-اتین و باشگاه فوتبال باستیا اشاره کرد.
وی همچنین در تیم ملی فوتبال فرانسه بازی کرده‌است.